# Räfsnäs kungsgård
Räfsnäs kungsgård är en herrgård i Toresunds socken, cirka 6 kilometer norr om Mariefred i Strängnäs kommun.

## Historik
Räfsnäs kungsgård tillhörde länge Sturesläkten (Tre sjöblad), av vars medlemmar riksföreståndaren Sten Sture den äldre i yngre år bodde där. Därefter tillhörde den hans systerson Erik Johansson (Vasa).
Eriks son Gustav Vasa vistades här då han fick budskapet om att såväl hans far som hans svåger Joakim Brahe hade halshuggits vid Stockholms blodbad år 1520. Från Rävsnäs begav han sig då upp till Dalarna för att samla hjälp och stöd för sin frihetskamp mot danskarna.
Senare tillföll godset hertig Karl, innehades av hans gemåler, hans son Karl Filip, drottning Maria Eleonora, Magnus Gabriel De la Gardie, Clas Tott och Karl X Gustav. Hans drottning Hedvig Eleonora lämnade Rävsnäs åt Juliana av Hessen-Eschwege, men gården reducerades av Karl XI och har sedan varit kungsgård, utarrenderad.
Det av Karl IX uppförda stora tvåvåningsstenhuset med en flygel åt östra sidan (avbildat i Suecia-verket) och med ett dominerande läge på en höjd vid sjön fick småningom förfalla och revs 1773. Den väldiga stenhusbyggnaden med över femtio meter långa vinkelben byggdes ut efterhand och synes ha varit ett lustslott i det att försvarsverk saknades. Huskomplexets vinkelform är mycket ovanlig eftersom någon kringbyggd gård inte synes ha planerats. I stället låg en långsträckt fogdebyggning i trä på andra sidan om den vidsträckta gårdsplatsen. I lantmäteriverket förvaras flera kartor över Rävsnäs från 1600-talet. Den nuvarande mangårdsbyggnaden av trä byggdes 1737.
Assi Domän sålde 1996 Rävsnäs kungsgård till Claes Dahlbäck och den återgick därmed efter flera sekler i privat ägo.